# バイエルン人民党
バイエルン人民党（バイエルンじんみんとう、ドイツ語: Bayerische Volkspartei、略称：BVP）は、ヴァイマル共和政期のドイツ・バイエルン州の地域政党。保守的でバイエルン分邦主義的なカトリック政党だった。バイエルン人民党の他、バイエルン国民党とも訳される。ドイツ中央政界における役割は限られていたが、バイエルン州議会ではヴァイマル共和政期を通じて第一党を維持し続け、1920年以降はバイエルン州首相を輩出する与党だった。とりわけハインリヒ・ヘルトは1924年から1933年までの9年にわたってバイエルン州首相を務めた。1930年以降は少数与党政権となり、1933年に国家社会主義ドイツ労働者党(NSDAP、ナチス)が中央政権を獲得すると強制的同一化政策の中でバイエルン州政府は解体され、バイエルン人民党も自主解散に追い込まれた。

## 党史

### アイスナー政権下 (1918年-1919年)
第一次世界大戦末期のドイツ革命の中でバイエルン王国とヴィッテルスバッハ王室が廃され、独立社会民主党のクルト・アイスナー率いるバイエルン共和国（バイエルン州）が樹立された。この革命の進展にバイエルンのブルジョワ勢力はなすすべもなかったが、勢力の立て直しを図るべく組織の改組を急いだ。またヴァイマル共和政初期の中央集権的傾向に対するバイエルン人の危機感も強まっていた。

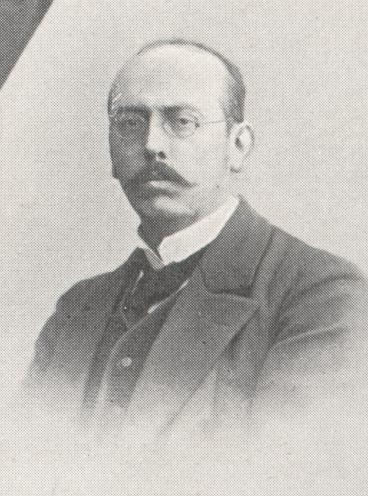
バイエルン人民党創設者ゲオルク・ハイム

そうした流れの一つとして1918年11月12日に中央党バイエルン支部とカトリック労働組合の人々がレーゲンスブルクに集まり、中央党バイエルン支部指導者だったゲオルク・ハイムの主導でバイエルン人民党を結成した。キリスト教的社会綱領を掲げるとともにバイエルンの独立性を強調し、中央党本部のマティアス・エルツベルガーの中央集権政策に反対した。
アイスナーはバイエルン人民党をはじめとするブルジョワ諸政党をほとんど考慮に入れていなかったが、バイエルン人民党はミュンヘンで高まるボルシェヴィズム的風潮を警戒してレーテによる不当な政治干渉を防止すべく、バイエルン州議会の招集を求める運動を展開した。ドイツ社会民主党(SPD)も議会招集を求める運動を行ったため、レーテに偏っていたアイスナーもついに議会招集を認めた。
1919年1月12日と2月2日に行われたバイエルン州議会選挙でバイエルン人民党は35%の得票を得て66議席を獲得し、第一党となった。アイスナーの独立社民党はわずか2.5%の得票で3議席しか取れなかった。この選挙結果を受けてバイエルン人民党をはじめとするブルジョワ諸政党と社民党は議会召集に加えてアイスナーの退陣を求めた。逆にレーテ派はますます議会招集を嫌がるようになり、レーテ派と議会派の対立は先鋭化していった。
しかし社民党の運動により、2月19日のバイエルンレーテ大会はレーテの全権能を2月21日に開会される議会に譲渡することを決議した。アイスナーは2月21日にバイエルン議会に登院し、そこで辞職を表明する予定だったが、その道中に右翼青年将校アントン・フォン・アルコ・アオフ・ファーライ伯爵(バイエルン人民党員)に暗殺された。同日の議会で極左アロイス・リンドナーが内相エアハルト・アウアーを暗殺の黒幕と信じて銃撃したことで議会内が混乱状態に陥り、傍聴席からも銃撃が起こってバイエルン人民党所属議員ハインリヒ・オーゼルが殺害される事態になった。

### ホフマン政権 (1919年-1920年)

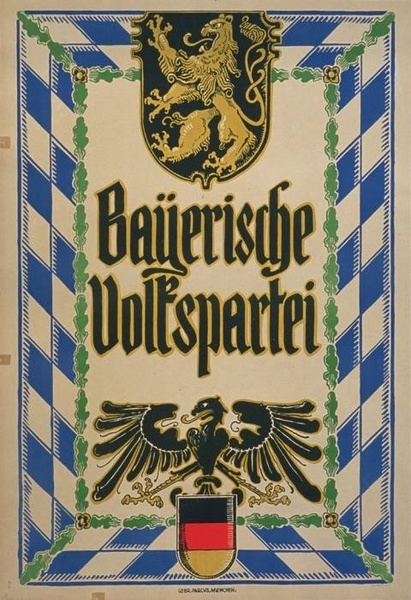
1919年のバイエルン人民党のポスター

1919年2月21日以降、麻痺した議会に代わってバイエルンレーテ中央評議会が権力を掌握したが、社民党と独立社民党の交渉でヨハネス・ホフマン(社民党)を首相とする社民党・独立社民党連立政権が作られることになった。バイエルン人民党は選挙に勝利して第一党になっていたにもかかわらず、全くの少数派である独立社民党が社民党と連立して政権を作るのを黙認した。今は自分たち自らが組閣することより議会政治への移行を円滑に進めねばならない時だと考えたためである。
3月17日に議会が招集されたが、バイエルン人民党はじめブルジョワ諸政党が妥協する形で全会一致でホフマンが首相に選出された。しかし議会は議会派とレーテ派の危うい均衡の上に開催されただけだったのでホフマン政権選出後すぐに議会は閉会され、レーテとホフマン政権の合意によりしばらくは議会抜きで政治を行うことになった。4月7日にレーテ派がミュンヘンで革命を起こしてレーテ共和国が樹立され、ホフマン政権がバンベルクへ逃れる事態となるも中央政府からの援軍も得て、5月初旬にレーテ共和国を壊滅させた。
ミュンヘンを奪還したホフマン政権は内閣改造を行い、バイエルン人民党所属のカール・フォン・フライベルク男爵が財相としてホフマン内閣に入閣した。

### バイエルン人民党政権 (1920年-1933年)
1920年3月にカップ一揆の余波でバイエルンでも右派の無血クーデターが起きてホフマン政権は打倒された。その後バイエルン人民党の政治家グスタフ・フォン・カールがバイエルン州首相に就任。以降バイエルンでは「秩序細胞バイエルン（Ordnungszelle Bayern）」と呼ばれるバイエルン人民党員を首相とする保守政権が続き、バイエルン人民党が歴代政権を支えていくことになる。また中央政府においても1922年に社民党が政権から離脱した後の中央党を中心としたブルジョワ政党による連立政権に参加することが多かった。
1920年9月18日にバンベルク綱領を制定した。その綱領の中でバイエルン人民党はバイエルンが外国と条約を結ぶ権利やヴァイマル憲法に拘束されずに国家形態を自由に決定できる権利（王政復古などの自由）を要求している。
1923年秋に中央政府がルール地方でのフランス軍に対する消極的抵抗を停止したが、バイエルン人民党のバイエルン州首相オイゲン・フォン・クニリングはそれに反対して非常事態宣言を発令し、カールを州総督に任命して独裁権を与えた。しかし国家社会主義ドイツ労働者党(ナチス)によるミュンヘン一揆が起き、カールは辞職、一揆の事後収拾をめぐって党内で不満が高まっていたクニリングも1924年に辞職することになった。バイエルン人民党は代わりに党の州議員団長であるハインリヒ・ヘルトを州首相に選出した。以降ヴァイマル共和政が終わるまでの9年間、ヘルトがバイエルン人民党を与党としながら州首相を務めることになる。

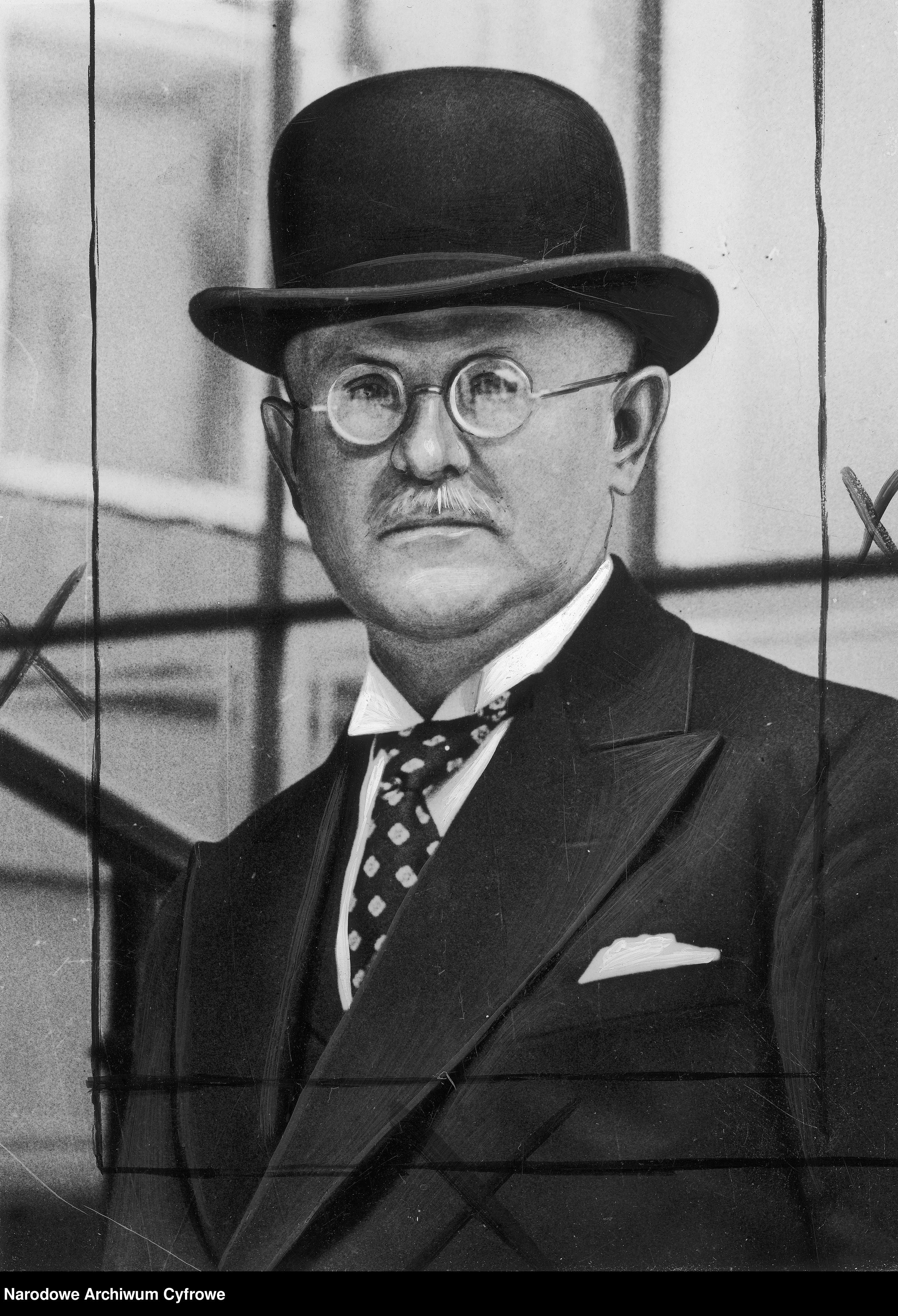
バイエルン州首相ハインリヒ・ヘルト

1925年の大統領選挙の第1次選挙にはヘルトが出馬したが、バイエルン外に支持が広がらず3.7%の得票しか得られなかった。第二次投票では中央党の候補で敬虔なカトリックだったヴィルヘルム・マルクスを推さずにプロテスタントのプロイセン元帥パウル・フォン・ヒンデンブルクを推した。これは中央党が社民党と組んでいたことに対する嫌悪感だった。ただカトリック聖職者には党のこの決定に反発する者が多く、地方司祭にそそのかされてマルクスへ投票するバイエルン人民党員が多数出た。全体としてはバイエルン人民党員はヒンデンブルクに投票した者の方が多かったが、棄権率も高かった。これは聖職者と党の対立に困惑した者と思われる。
バイエルン州議会ではバイエルン人民党が常に第一党を占めていたものの、単独過半数は取れず、そのため1930年7月に連立を組んでいたバイエルン農民・中産階級同盟が屠殺税に反対して政権から離脱するとヘルト内閣は州議会で過半数を有していない少数政権になった。
1932年春の大統領選挙の際にはバイエルン人民党党首フリッツ・シェッファーは、中央党のハインリヒ・ブリューニングに出馬を求めたが、ブリューニングはヒンデンブルクに恩義を感じていたのでこの案は実現せず、結局バイエルン人民党はヒンデンブルクを支持することになった。
その直後の1932年4月24日の州議会選挙でバイエルン人民党は得票率32.6%を得て45議席を獲得して第一党を維持したが、ナチ党が32.5%の得票を得て43議席を獲得する躍進をした。バイエルン農民・中産階級同盟は9議席に減り、社民党も20議席に減った。1930年以降「事務管理」内閣（少数派政権）として続いていたヘルト内閣としてはナチ党と社民党どちらかと連立を組めば州議会内の多数派形成ができたが、ヘルトや党内多数派はどちらとも連立を組みたがらなかった。一方党首シェッファーは社民党との連立を希望したため、ヘルトとシェッファーの関係が緊張した。結局ヘルト政権は少数派政権を維持することになった。
中央政府との関係ではバイエルン人民党は1930年以来ヒンデンブルク大統領とブリューニング首相の大統領内閣を支持してきたが、1932年5月末にブリューニングが罷免され、6月にフランツ・フォン・パーペンが首相に就任すると突撃隊禁止令解除や7月のプロイセン・クーデターへの対応などをめぐってパーペン政権と対立を深めた（バイエルン人民党は突撃隊禁止解除に反対し、またプロイセン・クーデターについては邦の独立性侵害と見做してバイエルン政府として国事裁判所への提訴を行った）。

### バイエルン州政府の解体
1933年1月30日に中央政府でナチ党党首アドルフ・ヒトラーがヒンデンブルク大統領により首相に任命された。バイエルン人民党はパーペン時代のプロイセン・クーデタのようなことがバイエルンに対して行われることを恐れていたため、バイエルン人民党党首シェッファーは2月17日に大統領と会談した。大統領はバイエルン政府にいら立っていたものの、シェッファーがバイエルンに帰国した後、プロイセンのように国家全権委員をバイエルンに送り込むことはしないことを確約した。
だがヒトラー内閣内務大臣ヴィルヘルム・フリックが「強制的同質化」計画を口にするようになったうえ、2月28日には「邦が治安維持のために必要な措置を講じない場合は当該邦の全面的支配権が中央政府にゆだねられる」という規定を含む「国民及び国家保護のための大統領緊急令」が発令された。
警戒を強めたバイエルン人民党内では旧バイエルン王室のヴィッテルスバッハ家の王政復古計画が進められた。シェッファーはループレヒト皇太子と接触し、皇太子から「バイエルン政府が全面的に支えてくれるなら復位の用意がある」との確約を取り付けた。この計画はナチスに対する復古主義保守派の挑戦的意思表示にはなったものの、バイエルン住民の熱烈な支持を受けることはなかった。ヴィッテルスバッハ王室がいまなおバイエルン住民の広範な支持を受けているというのは俗説にすぎず、もはやバイエルンに王党派など知識人層を除いてはほとんどいなかった。ヘルトも王政復古に慎重姿勢を崩さなかった。
大統領緊急令の翌日にヘルトはベルリンに召集され、ヒトラーと会談した。ヘルトはヒトラーとの対決を回避すべく、これまでのバイエルン政府が歴代ドイツ首相に対してそうしてきたのと同様にヒトラーにも敬意を払うことを約束した。ヒトラーの方もハンブルクやヘッセンなどいくつかの邦に中央政府が介入したのはそれらの邦を社民党が牛耳っていたためであり、保守派が牛耳るバイエルンにはそうした行動をとるつもりはないと約束した。ただヒトラーは王政復古はいかなる形でも認めず、もしバイエルンが王政復古を強行した場合には軍が差し向けられることも示唆した。ヘルトはもとより王政復古を真面目に考えていたわけではなかったので、ひとまず安堵して帰国の途についた。
ところが1933年3月5日の国会選挙にナチ党が大勝すると、ナチ党政権はこの最新の選挙結果をすべての邦政府に反映させるべきと主張して各邦に中央政府に自治権を譲渡するよう圧力をかけるようになった。ブレーメンとヘッセンは3月6日、バーデンとヴュルテンベルク、ザクセンは3月8日に自主権を中央政府に移譲した。危機感を抱いたバイエルンのヘルト政府は再度ヒンデンブルク大統領からバイエルンに国家全権委員が送られることはないとの確約を取ろうとしたが、3月9日にはナチスの突撃隊と親衛隊がミュンヘンでクーデタを起こすとの噂が広まった。ヘルトはこの件についてミュンヘン警視総監と邦外務省で会議し、邦警察部隊やバイエルン人民党が保有する準軍事組織「バイエルン護衛団」の動員も検討したが、いずれも突撃隊に対抗できるような戦闘力をもっていなかったため、断念した。その日の夜にヘルトはナチ党代表団（ミュンヘン大管区指導者アドルフ・ヴァーグナー、突撃隊幕僚長エルンスト・レーム、親衛隊全国指導者ハインリヒ・ヒムラー、フランツ・フォン・エップら）と会談したが、彼らは中央政府内務大臣フリックが2月28日の大統領緊急令第2条に基づいてエップをバイエルンの国家全権委員に任命したことをヘルトに通告した。絶望したヘルトは国家全権委員任命に関する落胆の気持ちを大統領に打電した後、ミュンヘンを去ってスイスへ移住した。
ヒトラーはバイエルンの反発を抑えるため、エップ政権にオイゲン・フォン・クヴァート・ツー・ヴィクラート・ウント・イズニ伯爵(バイエルン経済相)などバイエルン人民党員の入閣を許した。

### 解党
ミュンヘン警視総監となったハインリヒ・ヒムラーと総監補佐ラインハルト・ハイドリヒの指揮のもと、親衛隊がミュンヘンで政敵の逮捕を行うようになった。共産党員と社民党員がその中心だったが、カトリックとナチ党政権の対立が深まってくるとバイエルン人民党員からも逮捕者が出るようになった。そのため晩春にはバイエルン人民党は集会を開くのを中止するようになった。6月にヒムラーからナチ党を除くすべての政治団体の集会を禁止する通達が出されたのを受けて、バイエルン人民党幹部は7月4日に党の解党を決定した。

## 党の主張

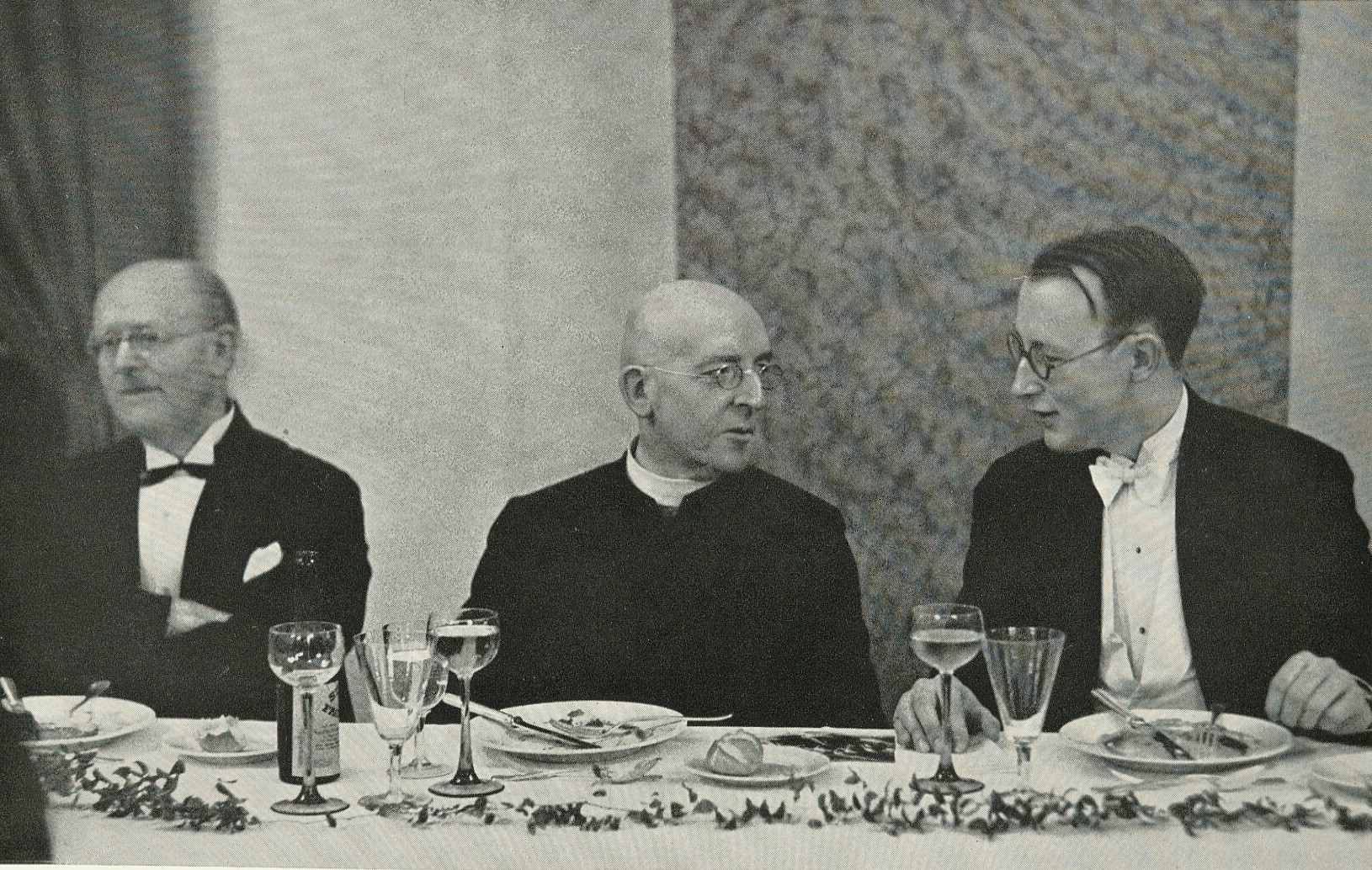
オーストリア首相・ザイペル（中央）とヘルト（左）

キリスト教の価値観を公的生活に適用することを唱えた。とりわけ家庭生活の伝統的美徳、結婚の神聖性と永遠性、児童の宗教教育を重視した。
バイエルン人民党はオーストリアのキリスト教社会党と連帯関係を持っており、オーストリアとの「ドイツ再統一」を訴えていた。カトリックが多いオーストリアを併合すればドイツのカトリック的要素が強化されるし、ドイツ人愛国感情にも訴えかけることができるので、当時幅広い支持が期待できる主張だった。

## 党の基盤・支持層
バイエルン人民党はバイエルン州議会では常に第一党を占め続けた。1932年4月の州議会選挙では国家社会主義ドイツ労働者党(NSDAP、ナチス)に肉薄されながらも僅差で第一党を維持した。国会選挙でも1930年の総選挙まではバイエルンにおいてもっとも得票していた党だった（1932年7月以降の総選挙でナチ党に抜かれている）。
バイエルン人民党がバイエルンに強固な地盤を持った背景は、バイエルンにおけるカトリックの多さ、および地方感情の強さである。バイエルン人民党はバイエルンのカトリック教会の支援を受けていたが、バイエルンではカトリック団が各地に張り巡らされ、町や村での生活は地方司祭が重要な役割を果たした。こうした社会構造がバイエルン人民党を強力に支えていたのである。バイエルンであっても上・中フランケン地方（アイヒシュテットやバンベルクのようなカトリックの「飛び地」は除く）はカトリックが少なく、プロテスタントが多かったため、ここはバイエルン人民党の弱点となる地域であった。
ヴァイマル共和政末期にバイエルン人民党が州議会選挙でナチスに肉薄され、あるいは国会選挙のバイエルンの選挙区でナチスに追い抜かれたのは、ナチスがバイエルンの農村に食い込むことに成功したこと、およびバイエルン人民党の支持層であるカトリックにナチス支持層が増えたせいだった。カトリックは1870年代のビスマルクとの文化闘争の時代には一致して中央党に投票したものだが、文化闘争が終息した後はカトリックが宗派政党へ投票する率は減少傾向が続いていた。バイエルンでは比較的宗派政党に投票する傾向が強く、それがバイエルン人民党の武器になってきたわけだが、憲法によって教会の権利が保障され、中央党が政界で確固たる役割を果たしているヴァイマル共和政の中にあってはカトリックが宗派政党に投票するメリットは少なく、いよいよバイエルンでも宗派政党に投票する人が減り始め、それ以外の政策の良し悪しで投票先を決める人が増えていたのである。そのためカトリックの間でも包括政党であるナチスの人気が高まっていったのである。

## 党首
党首である議長（Vorsitzender）は以下の通り。
- 1918年-1929年、カール・フリードリヒ・スペック（ドイツ語版）
- 1929年-1933年、フリッツ・シェッファー（ドイツ語版）

## 著名な党員
- アントン・フォン・アルコ・アオフ・ファーライ伯爵（アイスナー暗殺犯）
- フランツ・フォン・エップ（ナチ党へ移籍。バイエルン州国家全権委員）
- ハインリヒ・オーゼル（ドイツ語版）（バイエルン州議会議員。アイスナー暗殺の日の議会で暗殺された）
- グスタフ・フォン・カール（バイエルン首相、バイエルン総督）
- オイゲン・フォン・クヴァート・ツー・ヴィクラート・ウント・イズニ伯爵（バイエルン経済相。解党後ナチ党へ移籍）
- オイゲン・フォン・クニリング（バイエルン州首相）
- アルフォンス・ゴッペル（ドイツ語版）（解党後ナチ党へ移籍。戦後キリスト教社会同盟へ移籍しバイエルン首相）
- ハンス・ザイデル（ドイツ語版）（戦後キリスト教社会同盟へ入党しバイエルン首相）
- フリッツ・シェッファー（ドイツ語版）（バイエルン人民党党首）
- ルートヴィヒ・ジーヴェルト（ナチ党へ移籍。バイエルン州首相）
- ハインリヒ・ヒムラー（ナチ党へ移籍。ナチス親衛隊全国指導者、ドイツ内相、全ドイツ警察長官）
- カール・フォン・フライベルク（ドイツ語版）男爵（バイエルン財相）
- ハインリヒ・ヘルト（バイエルン州首相）
- ヨゼフ・ミュラー（ドイツ語版）（戦後キリスト教社会同盟党首）
- ゲオルク・レーナー（ドイツ語版）（ナチ党へ移籍。親衛隊経済管理本部高官、親衛隊中将）
- フーゴー・マックス・フォン・ウント・ツー・レルヒェンフェルト・アオフ・ケーフェリング・ウント・シェーンベルク伯爵（バイエルン首相）

## 選挙結果

### 国会
| 選挙日             | 得票        | 得票率 | 議席数 (総議席数) | 議席順位 |
| ------------------ | ----------- | ------ | ----------------- | -------- |
| 1920年6月6日       | 1,173,344票 | 4.2%   | 20議席 (459議席)  | 第7党    |
| 1924年5月4日       | 946,648票   | 3.2%   | 16議席 (472議席)  | 第8党    |
| 1924年12月7日      | 1,134,035票 | 3.7%   | 19議席 (493議席)  | 第7党    |
| 1928年5月20日      | 945,644票   | 3.1%   | 17議席 (491議席)  | 第8党    |
| 1930年9月14日      | 1,058,637票 | 3.0%   | 19議席 (577議席)  | 第10党   |
| 1932年7月31日      | 1,192,684票 | 3.2%   | 22議席 (608議席)  | 第6党    |
| 1932年11月6日      | 1,094,597票 | 3.1%   | 20議席 (584議席)  | 第6党    |
| 1933年3月5日       | 1,073,552票 | 2.7%   | 19議席 (647議席)  | 第6党    |
| 出典：Gonschior.de |             |        |                   |          |

### 大統領選挙
| 選挙日                  | 党の大統領候補     | 得票        | 得票率 | 結果 |
| ----------------------- | ------------------ | ----------- | ------ | ---- |
| 1925年3月29日(一次投票) | ハインリヒ・ヘルト | 1,007,450票 | 3.7%   | 落選 |
| 出典：Gonschior.de      |                    |             |        |      |

### バイエルン州議会
| 選挙日               | 得票        | 得票率 | 議席数 (総議席数) | 議席順位 |
| -------------------- | ----------- | ------ | ----------------- | -------- |
| 1919年1月12日/2月2日 | 1,193,101票 | 35.0%  | 66議席 (180議席)  | 第1党    |
| 1920年6月6日         | 1,193,101票 | 39.4%  | 65議席 (155議席)  | 第1党    |
| 1924年4月6日/5月4日  | 982,348票   | 32.8%  | 46議席 (129議席)  | 第1党    |
| 1928年5月20日        | 1,045,963票 | 31.6%  | 46議席 (128議席)  | 第1党    |
| 1932年4月24日        | 1,272,005票 | 32.6%  | 45議席 (128議席)  | 第1党    |
| 出典：Gonschior.de   |             |        |                   |          |